# Lissodema gallicum
Lissodema gallicum es una especie de coleóptero de la familia Salpingidae.

## Distribución geográfica
Habita en Francia.